# اعتراضات ۲۰۲۰–۲۰۲۱ ارمنستان
اعتراضات ۲۰۲۰–۲۰۲۱ ارمنستان (که به نام راهپیمایی عزت نیز شناخته می‌شود) مجموعه‌ای از اعتراضات مداوم بود که پس از توافق آتش‌بس در قره‌باغ در ۱۰ نوامبر ۲۰۲۰ آغاز شد. اعتراضات ارمنستان پس از آن اتفاق افتاد که نخست‌وزیر، نیکول پاشینیان، توافق‌نامه‌ای را برای واگذاری سرزمین‌های تحت سلطه ارامنه در جمهوری آذربایجان و پایان دادن به شش هفته درگیری‌ها بر سر منطقه قره‌باغ کوهستانی امضا کرد. هزاران نفر به خیابان‌ها ریختند و صدها نفر به ساختمان پارلمان در ایروان، پایتخت ارمنستان، یورش بردند. اعتراضات در سراسر ماه نوامبر ادامه یافت و معترضین در ایروان و سایر شهرها خواستار استعفای نیکول پاشینیان شد.
این اعتراضات توسط ائتلافی از ۱۷ حزب مخالف که خود را جنبش نجات میهن نامیده‌اند، رهبری شده است، در میان آن‌ها حزب جمهوری‌خواه سابق حاکم، بزرگ‌ترین حزب مخالف در پارلمان ارمنستان و فدراسیون انقلابی ارمنستان به چشم می‌خورد. در تاریخ ۳ دسامبر، ائتلاف نخست‌وزیر پیشین وازگن مانوکیان را به عنوان نامزد خود برای رهبری یک دولت موقت اعلام کرد. علاوه بر ۱۷ حزب مخالف، بسیاری از شخصیتهای عمومی نخست‌وزیر پاشینیان را به استعفا فراخوانده اند، از جمله رئیس‌جمهور فعلی ارمنستان ارمن ارکسیسیان، رئیس‌جمهور سابق لوون تر-پطروسیان، هر دو کاردینال کلیسای کاتولیک ارامنه کارکین دوم و آرام اول و رهبر سومین حزب بزرگ پارلمان ادمون ماروکیان (که بعد از درخواست استعفای پاشینیان نامزدی خود را برای پست نخست‌وزیری اعلام کرد) و همچنین چندین فرماندار منطقه ای و شهردار.
در اوایل ماه دسامبر، ممنوعیت تجمع و اعتصاب‌های دسته‌جمعی که توسط حکومت نظامی در سپتامبر وضع شده، لغو شد. در ۲۲ دسامبر، فراخوان مردم به اعتصاب عمومی مطرح گردید.

## پیشینه
در طی جنگ ۲۰۲۰ قره باغ یا جنگ ناگورنو قره‌باغ، که در ۲۷ سپتامبر ۲۰۲۰ آغاز شد، نیروهای آذربایجانی پس از یک نبرد سه روزه کنترل بسیاری از شهرک‌ها از جمله شهر مهم استراتژیک شوشی را به دست گرفتند. جنگ در نهم نوامبر با پیروزی آذربایجان پایان یافت و آتش‌بس بین دو طرف و روسیه امضا شد. بر اساس این توافق، نیروهای ارمنستان و آذربایجان در مواضع خود باقی خواهند ماند تا زمانی که ارمنستان سرزمینهای اشغال شده خود را در اطراف قره باغ (مناطق کالباجار، آغدم و لاچین به استثنای کریدور لاچین) به آذربایجان برگرداند. آذربایجان تمام سرزمینهای به دست آمده در طول جنگ را حفظ خواهد کرد و حدود ۲۰۰۰ نیروی صلح نظامی روسیه در قلمرو باقی‌مانده مستقر خواهند شد. در حالی که این معامله به‌طور گسترده در آذربایجان جشن گرفته می‌شد، در ارمنستان به عنوان یک شکست فاجعه بار ارزیابی گردید و برخی از ارامنه به سرعت به خیابان‌ها آمدند. معترضین نخست‌وزیر پاشینیان را «خائن» خطاب می‌کردند.

## اعتراضات

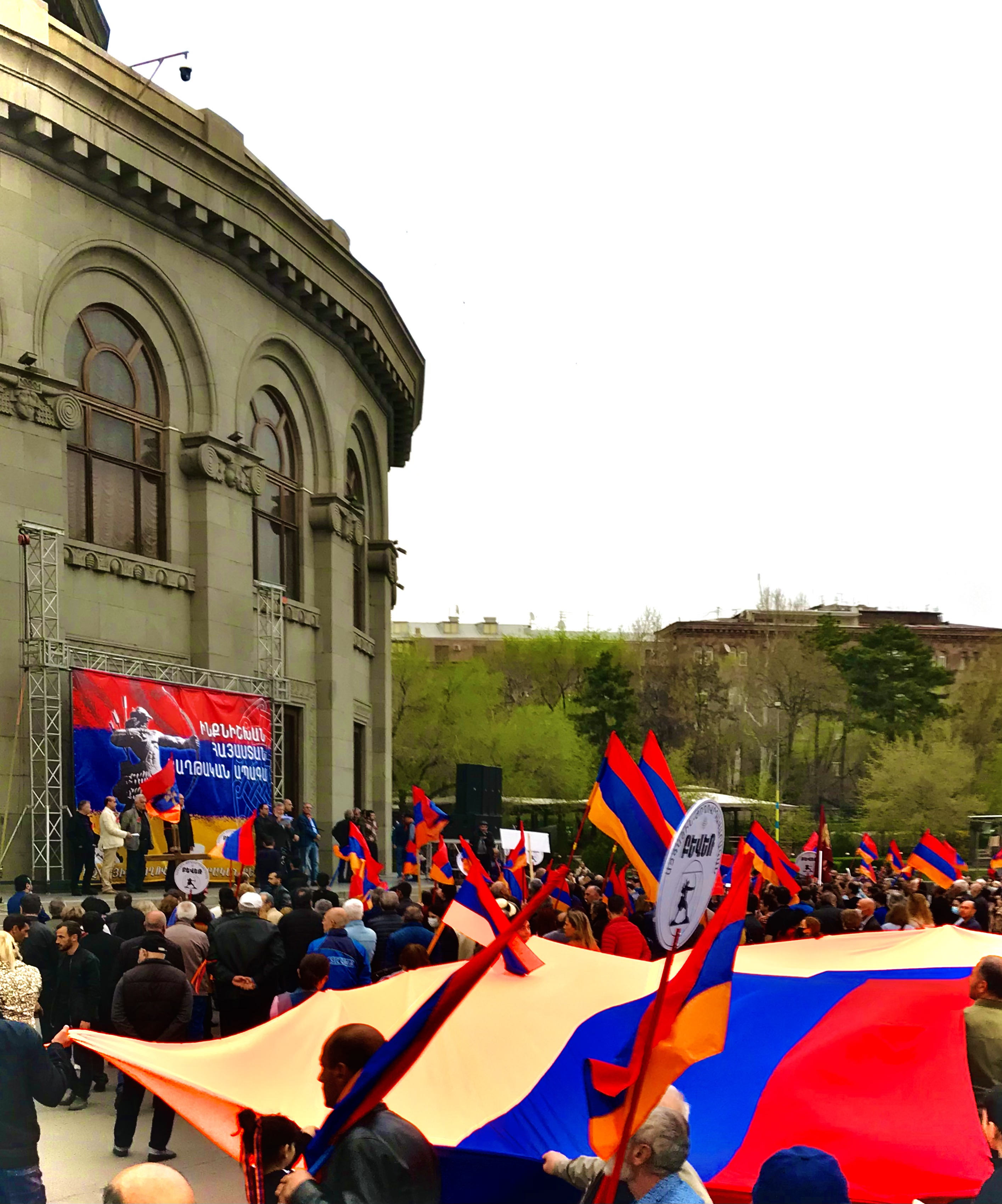
تظاهرات حزب ملی دموکراتیک در ۹ آوریل ۲۰۲۱

### ۲۹–۳۰ اکتبر
جامعه ارمنی لس آنجلس، کالیفرنیا در تاریخ ۲۹ اکتبر و ۳۰ اکتبر ۲۰۲۰ در مقر SpaceX در هاثورن دست به تظاهرات زدند و خواستار لغو پرتاب ماهواره Tursksat 5A با موشک فالکون ۹ از کیپ کاناورال، فلوریدا برنامه‌ریزی شده در ۴ ژانویه ۲۰۲۱. قبل از این کار یک کمپین ایمیلی گسترده توسط اعضای رسانه ارامنه نگران در سراسر جهان به کارکنان اسپیس ایکس ارسال گردید و از شرکت خواسته شد تا قرارداد راه اندازی با دولت ترکیه را لغو کند. ارامنه ادعا کردند که این ماهواره می‌تواند توسط دولت ترکیه برای اهداف نظامی مورد استفاده قرار گیرد، با توجه به تأمین هواپیماهای بدون سرنشین ترکیه ببرای آذربایجان در درگیری مسلحانه خود با ارمنستان
و اعتراضات متعددی تا ۲۵ دسامبر در این کشور شکل گرفت.

### ۱۰ نوامبر[۴]
معترضین با شکستن درب فلزی ساختمان پارلمان را تصرف کردند و رئیس مجلس ملی ارمنستان آرارات میرزویان را از ماشین بیرون کشیدند و خواستار اطلاع از محل پاشینیان شدند.

### ۱۱ نوامبر[۵]
حدود ساعت ۰۴:۰۰، گروهی تقریباً ۴۰ نفری تلاش کردند تا وارد دفتر ایروان رادیو اروپای آزاد / رادیو آزادی (رادیو آزادی) سرویس ارمنستان شوند.

### ۱۳ نوامبر
در تظاهراتی که به دعوت ۱۷ حزب این کشور انجام شد تظاهر کنندگان خواستار استعفای پاشینان شدن

### ۸ دسامبر[۶]
معترضین در ارمنستان پس از نادیده گرفتن اولتیماتوم مخالفان برای استعفا از سوی نخست‌وزیر، اعتراضات خود را از سر گرفتند. صدها نفر در تظاهرات ایروان شرکت کردند و طرفداران مخالف در شهرهای دیگر دست به تظاهرات و تجمع ضد دولتی زدند. مخالفان اقدام به نافرمانی مدنی کردند و خیابان‌ها را در ایروان مسدود کردند.

### ۲۲ دسامبر تا ۲۵ دسامبر
فراخوان اعتصاب عمومی در ۲۲ دسامبر مورد حمایت کارگران مترو، اعضای دانشگاه دولتی ایروان و ۱۷ حزب مخالف بود و خواستار استعفای پاشینیان شد. با برپایی چادرهای مخالفان در میدان جمهوری، میزان اعتراضات بیشتر شد. اعتراضات مسالمت آمیز بود با این حال دستگیری‌هایی صورت گرفت، ده‌ها هزار معترض در خیابانهای ایروان در حمایت از مخالفان راهپیمایی کردند. پاشینیان درخواست استعفا در ۲۳ دسامبر و روزهای بعد را رد کرد

### ژانویه
در ۱۴ ژانویه، جنبش نجات میهن گردهمایی را در مناطق ارمنستان برگزار کرد.
در ۱۵ ژانویه، وازگن مانوکیان و دیگر چهره‌های مخالف با مردم در گیموری ملاقات کردند، در ۱۶ ژانویه رهبران مخالف با مردم در وانادزور ملاقات کردند.

## تعداد دستگیرشدگان
از ۱۱ نوامبر بیش از ۳۶۲ نفر توسط پلیس ارمنستان به جرم شرکت در تظاهرات دستگیر شده‌اند.
گاگیک تساروکیان رهبر حزب سعادت ارمنستان
ادوارد شارمازانوف، دبیر مطبوعاتی حزب جمهوری‌خواه
آرسن بابائیان، عضو حزب میهن و آرا هاکوبیان، رئیس حزب دستور کار ملی از جمله افراد دستگیر شده در این اعتراضات بودند.

## تحلیل و بررسی
رئیس مرکز مطالعات منطقه ای در ایروان، ریچارد گیراگوسیان اظهار داشت که به دلیل مقیاس نسبتاً کوچک اعتراضات و عدم محبوبیت مخالفان ، انتظار تغییر قدرت در این کشور وجود ندارد. با این حال، وی تأکید کرد که پاشینیان باید در هفته‌های آینده صلح و اطمینان را بازگرداند، که به گفته گیراگوسیان، کار آسانی نخواهد بود. با این حال، جوشوا کوسرا، سردبیر اوراسیا نت اظهار داشت که دولت پاشینیان در معرض خطر است زیرا بسیاری از ارامنه نسبت به او احساس خیانت می‌کنند. او مخالفان سیاسی زیادی دارد و آنها می‌خواهند که هر چه سریعتر پاشینان را سرنگون کنند.